# Temorites michelae
Temorites michelae är en kräftdjursart som först beskrevs av Deevey 1979.  Temorites michelae ingår i släktet Temorites och familjen Bathypontiidae. Inga underarter finns listade i Catalogue of Life.